# Cerchezia
Cerchezia a fost o țară și o regiune istorică în Caucazul de Nord. Situată de-a lungul țărmului de nord-est al Mării Negre, a fost cucerită de Imperiul Rus în timpul Războiului Ruso-Cerchez⁠(d) (1763–1864), după care aproximativ 90% din poporul cerchez a fost fie exilat, fie masacrat în genocidul cerchez⁠(d).
În epoca medievală, Cerchezia era condusă nominal de un Mare Prinț ales, dar principatele și triburile individuale erau autonome. În secolele XVIII-XIX, a început să se formeze un guvern central. Cerchezii au dominat, de asemenea, capătul de nord al râului Kuban, dar au fost în cele din urmă împinși înapoi la sud de Kuban, după ce au suferit pierderi în urma raidurilor militare efectuate de Imperiul Mongol, Hoarda de Aur și Hanatul Crimeei. Granițele lor reduse s-au întins apoi din Peninsula Taman până în Osetia de Nord. Domnii cerchezi au subjugat și vasalizat vecinii karaci, balkari și oseți. Termenul Cerchezia este, de asemenea, folosit ca denumire colectivă a diferitelor state cercheze care au fost stabilite pe teritoriul istoric cerchez.
Din punct de vedere juridic și internațional, Tratatul de la Belgrad, care a fost semnat între Austria și Imperiul Otoman în 1739, prevedea recunoașterea independenței Cercheziei de Est. Atât Imperiul Rus cât și Imperiul Otoman au recunoscut-o sub mărturia celorlalte mari puteri ale vremii. Recunoasterea indepentei Cercheziei a fost stipulata de asemenea si la Congresul de la Viena În 1837, liderii cerchezi au trimis scrisori către o serie de state europene, cerând recunoașterea diplomatică. În urma acesteia, Regatul Unit a recunoscut Cerchezia. Cu toate acestea, după izbucnirea Războiului Ruso-Cerchez, Imperiul Rus nu a recunoscut Cerchezia ca națiune independentă, ci a tratat-o ca pe pământ rusesc aflat sub ocupație rebelă⁠(d), în ciuda faptului că nu avea control asupra regiunii.
Cucerirea rusă a Cercheziei a creat diaspora cercheză; majoritatea covârșitoare a cerchezilor de astăzi trăiesc în afara patriei lor ancestrale, mai ales în Turcia⁠(d) și în alte părți ale Orientului Mijlociu. Doar aproximativ 14% din populația globală cercheză trăiește în Federația Rusă de astăzi.